# Jogalap nélküli gazdagodás
A jogalap nélküli gazdagodás a polgári jogban olyan vagyonnövekmény, amelyhez jogi alap (jogcím) nélkül jut valaki, másnak a rovására. A jogalap nélküli gazdagodás fennállása ú.n. „kötelemkeletkeztető tényállás. A hatályos Ptk. nem vette át a korábbi Ptk. azon szabályozását, amely bizonyos esetekben lehetővé tette a szolgáltatásnak (vagyoni előnynek) az állam javára való megítélését.
Szilárd szabály polgári jogunkban, hogy aki másnak rovására jogalap nélkül jut vagyoni előnyhöz, köteles ezt az előnyt visszatéríteni.

## Története
A korábbi Ptk. (1959. évi IV. törvény)  361 - 364. §-ai rendelkeztek a jogalap nélküli gazdagodásról.

### Fogalma
A korábbi Ptk. (1959. évi IV. törvény)  XXXII. fejezete szabályozta  a jogalap nélküli gazdagodást. Kimondta, hogy aki másnak rovására jogalap nélkül jut vagyoni előnyhöz, köteles ezt az előnyt visszatéríteni.
Nem volt köteles visszatéríteni a gazdagodást az, aki attól a visszakövetelés előtt elesett, kivéve ha számolnia kellett a visszatérítési kötelezettséggel, és felelőssége a gazdagodás megszűnéséért megállapítható, vagy rosszhiszeműen jutott a gazdagodáshoz.
Ha az, akinek részére a gazdagodást vissza kellett volna téríteni, azt tilos vagy a jóerkölcsbe ütköző magatartásával maga idézte elő, a bíróság az ügyész indítványára a vagyoni előnyt az állam javára ítélhette meg.

### Szolgáltatásnak az állam javára való megítélése
A bíróság köteles volt az ügyészt értesíteni, ha az iratok vagy a tárgyalás adatai alapján feltehető volt, hogy a szolgáltatásnak (vagyoni előnynek) az állam javára való megítélésére kerül sor. Az ügyész az indítványt haladéktalanul, legkésőbb azonban az értesítés kézbesítésétől számított 15 napon belül köteles volt megtenni. Az ügyész nyilatkozata előtt az értesítés kézbesítésétől számított 15 napon belül a per szünetelésének vagy a pert befejező határozat hozatalának nem volt helye.
"Uzsorás szerződés esetében a bíróság a sérelmet szenvedő félnek a visszatérítést akkor is elengedheti, ha az ügyész a szolgáltatásnak az állam javára való megítélését indítványozza."
"Ha a Ptk. 237. §-ának (1) bekezdésében és a 361. §-ának (3) bekezdésében szabályozott esetekben az ügyész a visszajáró szolgáltatásnak (vagyoni előnynek) az állam javára csak részben való megítélését indítványozza, a bíróságot az indítvány csak annyiban köti, hogy az abban megjelöltnél nagyobb összeget az állam javára nem ítélhet meg."
"A szolgáltatásnak (vagyoni előnynek) az állam javára való megítélését nem akadályozza az, hogy a szolgáltatást a sérelmet okozó fél már megkapta, illetőleg a vagyoni előnyt a gazdagodást előidéző fél már visszakapta."
"Az állam javára megítélt szolgáltatások behajtásával és elszámolásával kapcsolatos pénzügyi kérdéseket a pénzügyminiszter az igazságügyminiszterrel egyetértésben szabályozza."
"Az ügyész keresetet indíthat a semmis szerződéssel a közérdekben okozott sérelem megszüntetése érdekében a szerződés semmisségének megállapítása iránt."
"Az életfenntartás céljára adott és arra felhasznált juttatást visszakövetelni nem lehet, kivéve, ha jogszabály másként rendelkezik, vagy a juttatást bűncselekmény útján szerezték meg."
"A gazdagodással kapcsolatos vagyoni előnyök visszatérítésére a jogalap nélküli birtoklásra vonatkozó szabályokat (195. §) kell alkalmazni; a visszatérítésre köteles személy a dologra fordított szükséges költségei megtérítését követelheti."
"Ha a vagyoni előnyt természetben visszaszolgáltatni nem lehet, értékét kell megtéríteni."
"A jogalap nélküli gazdagodásra egyébként a kártérítés szabályait kell megfelelően alkalmazni."

## A hatályos Ptk.-ban
A hatályos Ptk. szó szerint Hatodik Részében (Egyéb kötelemkeletkeztető tények) XXXII. Címben rendelkezik a jogalap nélküli gazdagodásról. Fenntartja azt a rendelkezést, hogy aki másnak rovására jogalap nélkül jut vagyoni előnyhöz, köteles ezt az előnyt visszatéríteni.
Nem köteles visszatéríteni a gazdagodást, aki attól a visszakövetelés előtt elesett, kivéve, ha
a) rosszhiszeműen jutott a gazdagodáshoz; vagy
b) a gazdagodás megszűnésével kapcsolatban felróhatóság terheli.
6:580. § [Az érték megtérítése]
Ha a vagyoni előnyt természetben visszaszolgáltatni nem lehet, annak értékét kell megtéríteni.
A Ptk. más címeiben is több  helyen rendelkezik a jogalap nélküli gazdagodásról.
Így pl. az életfenntartás céljára adott és arra felhasznált juttatást jogalap nélküli gazdagodás jogcímén visszakövetelni nem lehet, kivéve, ha a juttatást bűncselekmény útján szerezték meg.
A jogalap nélkül közösen gazdagodók egyetemlegesen felelnek a gazdagodás visszatérítéséért.

## Főbb esetei
- a túlfizetés, kétszeres teljesítés, téves címzés, téves átutalás stb.
- okafogyott tartozás (amikor a teljesítésre a szerződés megszűnése után kerül sor, vagy például a szerződés egyik félnek sem felróható okból lehetetlenült, de az egyik fél már a szolgáltatását teljesítette.)
- a létre sem jött szerződés alapján történő teljesítés
- amikor valaki más dolgával jogellenesen rendelkezik
- jogszabály által nevesített esetek, pl. a ráépítés körében[21]